# Sierra de Llabería
La Sierra de Llabería es una sierra de la Cordillera Prelitoral Catalana entre las Montañas de Prades y las Montañas de Tivissa-Vandellòs. Son característicos de esta sierra los riscos calizos muy regulares y claros. Administrativamente la sierra se extiende por los municipios de Colldejou y Pratdip, en el Bajo Campo, y de Tivissa, en Ribera de Ebro, con una elevación máxima de 918,3 metros.

## Biodiversidad
La flora de la sierra de Llabería está formada por un conjunto muy diverso de especies y de comunidades vegetales. La vegetación se caracteriza por el dominio corológico mediterráneo (encinas, matorrales, etc.) con algunas penetraciones eurosiberianas (robledales secos) y oromediterráneos. La fauna, típicamente mediterránea, está muy relacionada con las biocenosis forestales y rupícolas, con una gran abundancia de elementos de la fauna invertebrada.